# Шопоту (Долж)
Шопоту (рум. Şopotu) насеље је у Румунији у округу Долж у општини Сопот. Oпштина се налази на надморској висини од 191 m.

## Становништво
Према подацима из 2011. године у насељу је живело 1985 становника.